# ستيف لوفيل
ستيف لوفيل (بالإنجليزية: Steve Lovell)‏ هو لاعب كرة قدم ومدرب كرة قدم بريطاني في مركز الهجوم، ولد في 16 يوليو 1960 في سوانزي في المملكة المتحدة. شارك مع منتخب ويلز لكرة القدم. أما مع النوادي، فقد لعب مع إبسفليت يونايتد وتونبريدج أنغلز وستوكبورت كونتي وسوانزي سيتي وكريستال بالاس ونادي بورنموث ونادي غيلينغهام ونادي ميلوول ونادي ويموث.